# Lia Thomas

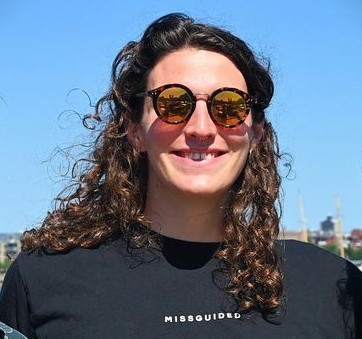
Lia Thomas in 2022.

Lia Catherine Thomas (1999) is een Amerikaanse zwemster. Zij is de eerste openlijk transgender-atlete die een nationaal kampioenschap in NCAA Division I heeft gewonnen, nadat zij in 2022 het 500 meter vrije slag-evenement voor dames had gewonnen. Tijdens haar zwemcarrière maakte Thomas deel uit van het publieke debat over transgender vrouwen in de sport. Zij wordt vaak genoemd als boegbeeld van transgender mensen in sport en er is veel controverse of haar overwinningen terecht zijn of niet ten opzichte van haar tegenstanders die als vrouw geboren zijn.

## Zwemcarrière
Thomas begon in 2017 met zwemmen in het herenteam van de Universiteit van Pennsylvania. Tijdens haar eerste jaar noteerde Thomas een tijd van acht minuten en 57,55 seconden op de 1.000 meter vrije slag, die gerangschikt was als de zesde snelste nationale herentijd, en noteerde ook 500 meter vrije slag en 1.650 meter vrije slag tijden die in de nationale top 100 stonden. Bij het herenzwemteam in 2018–2019 eindigde Thomas als tweede in de heren 500, 1.000 en 1.650- vrije slag op de Ivy League kampioenschappen als tweedejaars in 2019. Tijdens het seizoen 2018–2019 noteerde Thomas de beste UPenn herenteamtijden in de 500 vrij, 1000 vrij en 1650 vrij, maar was de zesde beste onder de UPenn herenteamleden in de 200 vrij.
Thomas ging op haar 19e in transitie met behulp van hormoontherapie in mei 2019, en kwam uit de kast als transgendervrouw tijdens haar eerste jaar bij haar coaches, vrienden en de vrouwenorganisatie en herenzwemteams aan de Universiteit van Pennsylvania. Zij moest in het academiejaar 2019-2020 als junior voor het herenteam zwemmen, terwijl zij hormoontherapie onderging en zwom vervolgens in het damesteam in 2021-2022 nadat ze een jaar vrij had genomen van school om haar geschiktheid voor deelname te behouden, terwijl wedstrijdzwemmen werd geannuleerd vanwege de COVID-19-pandemie. In 2021 voldeed ze aan de NCAA-eisen voor hormoontherapie om in het damesteam te zwemmen.
Thomas verloor spiermassa en kracht door de onderdrukking van testosteron als gevolg van de hormoontherapie. Haar tijd voor de 500 vrije slag is ruim 15 seconden langzamer dan haar persoonlijke records voor de medische transitie. De sportprestaties van Thomas bereikten een dieptepunt in 2019 voor het afstandszwemmen, met een daling van de tijden tijdens het seizoen 2021-2022. Haar prestaties bij het sprintzwemmen weerspiegelde een dip aan het begin van het seizoen 2021-2022 voordat ze beter zou presteren naar bijna een wereldrecord op de 100 vrij en een persoonlijk record op de 50 vrij in 2021.
In het seizoen 2018–2019 stond ze, toen zij deelnam aan het herenteam, 554e in de 200 vrije slag, 65e in de 500 vrije slag en 32e in de 1650 vrije slag. In het seizoen 2021-2022 waren haar posities, nu als deel van het damesteam, vijfde in de 200 vrije slag, eerste in de 500 vrije slag en achtste in de 1650 vrije slag. Volgens een gearchiveerde pagina van de zwemgegevenswebsite Swimcloud stond Thomas voor dat seizoen op de 89e plaats onder mannelijke universiteitszwemmers als zij in die categorie was geplaatst.
In een race in januari 2022 tijdens een ontmoeting tegen UPenn's Ivy League-rivaal Yale eindigde Thomas op de 6e plaats in de 100 meter vrije slag, waarbij zij verloor van vier cisvrouwen en Iszac Henig, een transgender man, die op dat moment in transitie was zonder hormoontherapie.
In maart 2022 werd Thomas de eerste openlijk transgender-atleet die een NCAA Division I nationaal kampioenschap won in welke sport dan ook, nadat zij de 500 meter vrije slag voor dames had gewonnen met een tijd van 4: 33.24; Olympisch zilverenmedaillewinnaar Emma Weyant werd tweede met een tijd van 1,75 seconden achter Thomas.

## Privé
Lia Thomas ging weliswaar in hormoontherapie maar heeft in 2023 geen geslachtsaanpassende operatie ondergaan.

## Kritiek
Thomas krijgt veel kritiek op haar behaalde overwinningen. Dit vanwege het voordeel dat aanwezig is door de aanwezigheid van een mannelijke fysiologie in haar lichaam. Het voornaamste argument is dat Lia pas op haar 19e de transitie begon (dus na de pubertijd). Daarnaast wordt als voorbeeld benoemd dat Lia bij de mannen de 554ste plaats in de ranking had en na de transitie onmiddellijk 5de werd bij de vrouwen.